# Elisabeth Oberzaucher

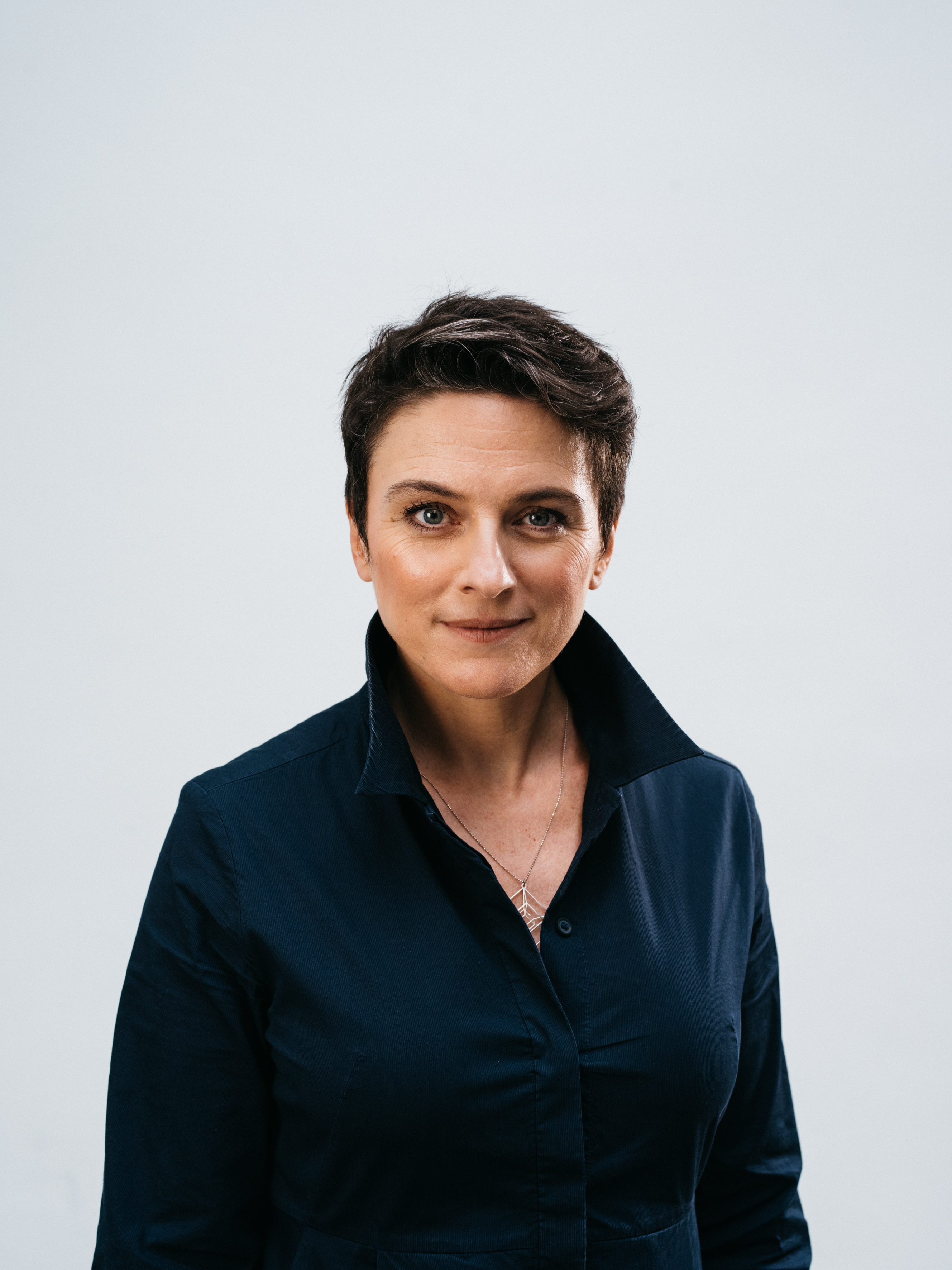
Elisabeth Oberzaucher 2020

Elisabeth Oberzaucher (* 30. Mai 1974 in Förolach (Gemeinde Hermagor-Pressegger See)) ist eine österreichische Verhaltensbiologin. Sie forscht und lehrt seit 2001 an der Fakultät für Lebenswissenschaften der Universität Wien. Seit 2015 ist sie wissenschaftliche Leiterin des Vereins Urban Human. Sie erforscht menschliches Verhalten aus evolutionsbiologischer Sicht. Ihre Arbeitsschwerpunkte sind Mensch-Umwelt-Interaktionen, Kommunikation sowie Attraktivität und Partnerwahl.

## Leben
Mit der Matura im Jahr 1993 schloss Elisabeth Oberzaucher die Höhere Bundeslehranstalt für wirtschaftliche Berufe in Spittal an der Drau mit Auszeichnung ab. Nach einem einjährigen Auslandsaufenthalt in Ashtead, Surrey, England begann sie 1994 mit ihrem Studium der Biologie an der Universität Wien. In ihrer Diplomarbeit untersuchte sie die positiven Auswirkungen von Grünpflanzen auf die kognitive Leistungsfähigkeit. Ihre Dissertation verfasste sie unter dem Titel „Birds of a feather flock together“ zur Rolle von Ähnlichkeit bei der Wahl von Freunden.
Im Rahmen zahlreicher interdisziplinärer Projekte spannt sie seither den Bogen zwischen Grundlagen- und angewandter Forschung, die sie in Fachzeitschriften und Buchbeiträgen publiziert. 2015 übernahm sie die wissenschaftliche Leitung von Urban Human, einem Forschungszentrum, das sich in erster Linie der Erforschung des menschlichen Verhaltens im urbanen Raum widmet.
Sie ist Mitglied der Science Busters.
Im Februar 2019 war sie eine der vier Kandidaten der Promi-Ausgabe der Millionenshow.
Elisabeth Oberzaucher ist verheiratet.

## Forschungstätigkeit und Wirken
Elisabeth Oberzaucher beschäftigt sich seit 2000 mit unterschiedlichen Aspekten des menschlichen Verhaltens. Sie beschäftigt sich unter anderem mit Kommunikation, Attraktivität und Partnerwahl sowie mit Themen der Umweltpsychologie aus evolutionärer Sicht.
Sie ist seit 2001 als Lektorin an der Universität Wien tätig. Seit 2012 gibt sie die Fachzeitschrift Human Ethology Bulletin unter der Schirmherrschaft der International Society for Human Ethology heraus. 2015 übernahm sie die wissenschaftliche Leitung des Forschungsinstitutes Urban Human in Wien. 2016 erschien ihr Buch über Mensch-Umwelt-Interaktionen; das 2017 erschienene Werk Homo Urbanus betrachtet das Stadtleben aus einem evolutionsbiologischen Blickwinkel.

## Auszeichnungen
Elisabeth Oberzaucher wurde 2012 von der Gesellschaft für Ästhetische Chirurgie mit dem Dolores-Award ausgezeichnet.
2015 erhielt sie gemeinsam mit Karl Grammer den Ig-Nobelpreis für Mathematik für ihre Studie zu den Grenzen des männlichen Fortpflanzungspotenzial am Beispiel Mulai Ismail.

## Publikationen (Auswahl)
- 2001: Oberzaucher E., Grammer K. Phytophilie, die positiven Auswirkungen von Pflanzen auf kognitive Vorgänge. Homo – unsere Herkunft und Zukunft, Proceedings 4. Kongress der GfA, S. 171–175.
- 2004: Oberzaucher E. Pheromone und Partnerwahl – Implikationen für die Reproduktion. Journal für Fertilität und Reproduktion, 14:4, S. 40–42.
- 2005: Oberzaucher E. Die Evolution des Gedankenlesens. In: Geißler P. (Hg.) Nonverbale Interaktion in der Psychotherapie – Forschung und Relevanz im therapeutischen Prozess. Psychosozial-Verlag, Gießen, S. 143–153.
- 2006: Grammer, K., Oberzaucher, E. The Reconstruction of Facial Expressions in Embodied Systems: New Approaches to an Old Problem. ZIF Mitteilungen 2/2006, S. 14–31.
- 2007: Penn, D.J., Oberzaucher, E., Grammer, K., Fischer, G., Soini, H.A., Wiesler, D., Novotny, M.V., Dixon, D.J., Xu, Y., Brereton, R.G. Individual and gender fingerprints in human body odour. Journal of the Royal Society Interface, 4:13, S. 331–340.
- 2008: Grammer, K. & Oberzaucher E.; Darwins problem: evolutionary aesthetics and the sense of beauty. Bulletin of the Novosibirsk University. Series Psychology 2:2, S. 85–97.
- 2010: Oberzaucher, E., Grammer, K. (2010). Immune reactivity and attractiveness. Gerontology 56, S. 521–524, doi:10.1159/000265559
- 2011: Oberzaucher, E., Keber, A.M. (2011). Immer der Nase nach... – Wie Gerüche unser Denken beeinflussen. In: H. Fink & Rosenzweig, R. (Eds.) Mann, Frau, Gehirn (pp 51–62). Paderborn: Mentis
- 2012: Oberzaucher, E., Katina, S., Schmehl, S., Holzleitner, I., Mehu-Blantar, I. Grammer, K. (2012). The myth of hidden ovulation? Shape and texture changes in the face during the female cycle. Journal of Evolutionary Psychology, S. 163–175.
- 2012: mit K. Grammer, P. Reindl: The Future of the Internet. In: G. Kempter & Weidmann, K. (Eds.) uDay X Technik für Menschen im nächsten Jahrzehnt. (S. 52–58). Papst Science Publishers, Lengerich, 2012
- 2013: Sex and Gender Differences in Communication Strategies, in: Fisher, M., Garcia, J. & Sokol Chang, R. (Eds.) Evolution’s Empress, Darwinian Perspectives on the Nature of Women (pp 345–367), 2013, Oxford University Press
- 2014: mit K. Grammer: The Case of Moulay Ismael – Fact or Fancy? PLoS One 9(2): e85292, doi:10.1371/journal.pone.0085292, veröffentlicht am 14. Februar 2014, S. 1–5.
- 2015: Stephan, P., Jäschke, J., Oberzaucher, E. & Grammer K. (2014): Sex Differences and Similarities in Urban Home Ranges and in the Accuracy of Cognitive Maps. Evolutionary Psychology, 12(4), 2015, S. 814–826 ff.
- 2017: Homo Urbanus, Springer Verlag, 2017, ISBN 978-3-662-53837-1.

### Herausgeberschaft
- Herausgeberin: Human Ethology Bulletin[5]